# Kuroishi
Kuroishi (jap. 黒石市, -shi) ist eine Stadt in der Präfektur Aomori auf Honshū, der Hauptinsel von Japan. 

## Geographie
Kuroishi liegt südlich von Aomori und östlich von Hirosaki.

## Geschichte
Die Stadt Kuroishi wurde am 1. Juli 1954 aus dem Zusammenschluss der Gemeinde Kuroishi (黒石町, -machi) und 4 Dörfern (中郷村, 六郷村, 山形村 und 浅瀬石村) im Landkreis Minamitsugaru gegründet.

## Städtepartnerschaften

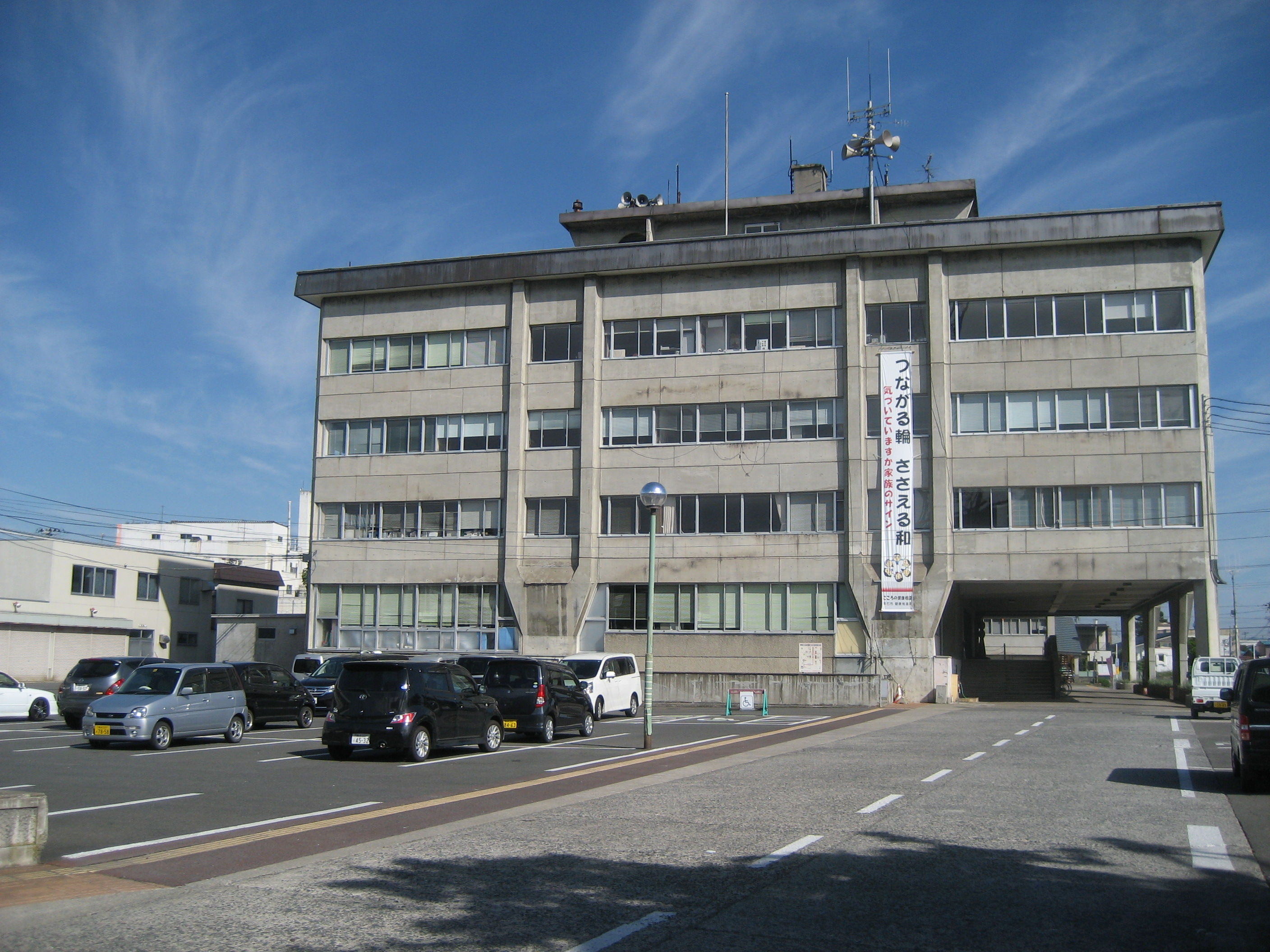
Rathaus

- Yeongcheon, seit 1984

## Verkehr
- Straße:
  - Tōhoku-Autobahn
  - Nationalstraßen 102, 394
- Zug:
  - Kōnan Tetsudō Kōnan-Linie

## Angrenzende Städte und Gemeinden
- Aomori
- Hirakawa